# Accidente del Hawker 850 de Sky Lounge Services
El accidente del Hawker 850 de Sky Lounge Services tuvo lugar el 4 de febrero de 2011, por parte de un avión privado tipo Hawker 850 operado por la aerolínea libanesa, Sky Lounge. El vuelo se iba a efectuar entre el aeropuerto internacional de Solimania en Irak al aeropuerto internacional de Esenboğa en la capital turca, Ankara. El vuelo se encontraba en la carrera de despegue en el aeropuerto internacional de Solimania hasta que a las 17:49 (hora local) el aparato se estrelló. Murieron los siete pasajeros y tripulantes que viajaban a bordo.

## Causas
En el informe final se dijo que lo que causó el accidente fue:
- La falla de la tripulación de vuelo para descongelar la aeronave antes del despegue resultó en que la superficie superior de las alas de la aeronave, especialmente el ala derecha, se contaminara con hielo y nieve, lo que llevó a que el ala derecha se detuviera a una velocidad significativamente menor la velocidad de pérdida del ala limpia.
- Había hielo y nieve contaminados en las alas, el elevador y la superficie superior del estabilizador horizontal.
- El piloto tenía prisa y no eliminó estas contaminaciones.

#### Factores contribuyentes
- El síndrome de prisa llevó al capitán a ignorar el deshielo de la aeronave, a pesar de la evidencia física y la confirmación de la contaminación del hielo por el F/O, ya que estaba enfocando su atención en el deterioro de la visibilidad.
- La falta de asertividad de F/O al insistir en descongelar la aeronave antes del despegue no ayudó al capitán a revisar su decisión.
- La contaminación de nieve y hielo en la parte superior del ala, fuselaje y cola comprometerá las características normales de despegue.
- La advertencia de pérdida no se activó porque la velocidad de pérdida del ala y AOA estaba muy por debajo de la velocidad de pérdida del ala limpia.[2]